# Langkaer Gymnasium, STX, HF & IB World School
Aarhus Gymasium, Tilst (stiliseret AARHUS GYMNASIUM, Tilst; fra 2012 til 2018 kaldt Langkaer Gymnasium, STX, HF & IB World School, før 2012 kaldet Langkær Gymnasium og HF) er et gymasium i Tilst vest for Aarhus. Det fik dets nuværende navn da det i 2018 fusionerede med Aarhus Gymnasium, en underafdeling af Aarhus Tech.
Skolen har udbudt almen studentereksamen, hf-eksamen og siden 2011 den internationale studentereksamen, IB.
Bygningerne er tegnet af arkitektfirmaet Friis & Moltke og skolen åbnede i 1975. I 2014 var der i alt 902 elever.
Rektor fra juni 1994 til 2015 var Anders Kjær Østergaard. Han blev efterfulgt af den tidligere vicerektor Yago Bundgaard.
Mellem 1975 og 2002 var litteraturhistorikeren Aage Jørgensen ansat.
I 2016 blev gymnasiet genstand for stor debat i medierne, da gymnasiet havde valgt at opdele nogle af eleverne i grundforløbsklasserne efter etnicitet. Skolen havde en skæv elevsammensætning, hvorfor skolen så sig nødsaget til dette tiltag, som både daværende elevrådsformand Jens Philip Yazdani og rektor Yago Bundgaard kaldte for "Den mindst dårlige løsning".

## Kendte studenter
- 1982 – Søren Sko, sanger og komponist
- 1993 – Kasper Støvring[5], forfatter og debattør
- 2005 – Uffe Lembo, formand for Danske Gymnasieelevers Sammenslutning i Aarhus Amt (2003) og landsformand i 2005.
- ca. 2000 – Morten Breum, DJ og producer
- ca. 1994 – Rabih Azad-Ahmad, jurist og politiker
- 2013 – Sana Mahin Doost, forhenværende forkvinde ved Danske Studerendes Fællesråd. (2017-2019)
- 2017 – Jens Philip Yazdani, forhenværende formand ved Danske Gymnasieelevers Sammenslutning (2017-18)
- 2019 - Nagin Ravand, fodboldtræner, vinder af Pigeprisen 2020